# Олсон, Тимоти
Тимоти Олсон (англ. Timothy Olson; род. 23 августа 1983, Amherst, Висконсин) — американский сверхмарафонец. В 2012 году он выиграл забег Вестерн Стейтс и установил новый рекорд трассы среди мужчин — 14 часов, 46 минут и 44 секунды.

## Личная жизнь
Олсон родился в г. Амхерст, штат Висконсин. В школе он начал заниматься бегом по пересеченной местности в качестве подготовки к баскетболу, но затем понял, что бег нравится ему больше. Из-за проблем в личной жизни он бросил университет, но его жизнь наладилась, когда он стал тренером в Амхерсте. Переехав со своей женой Кристой в Ашленд, штат Орегон, он познакомился там с группой сверхмарафонцев и стал тренироваться вместе с ними.

## Карьера
В 2009 Олсон пробежал свой первый забег на 50 км и стал шестым. В следующем году он выиграл свои первые 100 миль. В 2011 он в первый раз вышел на старт Вестерн Стейтс. Трасса проходит в Калифорнии от Скво-Вэлли (округ Плейсер) до Оберна и привлекает участников со всего мира. Тогда Олсон финишировал за 16 часов 18 минут и был шестым.
В 2012 Олсон выиграл 39-й ежегодный забег Вестерн Стейтс, показав рекордное время 14:46.44, тем самым больше чем на 20 минут побив предыдущий рекорд 15:07.04, установленный Джеффом Роусом двумя годами ранее. В 2013 он снова выиграл этот забег, а также участвовал в Монблан Ультратрейле, где стал четвёртым со временем 21:38.23.
В 2014 Олсон выиграл премию «Бегун года» от компании Competitor Group, Inc. Сторонник LCHF-диеты.